# Coalition nationale arc-en-ciel
Le National Rainbow Coalition ou National Alliance of Rainbow Coalition (NARC) est un parti politique du Kenya né de l'alliance de quatre partis : National Alliance Party of Kenya (auparavant NAK et actuellement NAPK), Liberal Democratic Party (LDP), Forum for the Restoration of Democracy-Kenya (FORD-K) et le National Party of Kenya (NPK) en vue de préparer les élections présidentielles de 2002.
C'est Mwai Kibaki, le candidat du NARC qui emporte ces élections avec 62 % des suffrages valables.
En 2005, les frictions entre les anciens membres du LDP de Raila Odinga et les membres fidèles à Kibaki poussent les premiers à former l'Orange Democratic Movement (ODM) et les autres le National Rainbow Coalition – Kenya (NARC-Kenya) laissant le NARC aux mains de Charity Ngilu.
Lors de l'élection présidentielle de 2007, le NARC soutient Raila Odinga, le candidat de l'ODM.